# Xã Chatham, Quận Sangamon, Illinois
Xã Chatham (tiếng Anh: Chatham Township) là một xã thuộc quận Sangamon, tiểu bang Illinois, Hoa Kỳ. Năm 2010, dân số của xã này là 6.978 người.